# Batman, la relève : Le Retour du Joker
Cet article concerne le film d'animation. Pour jeu vidéo, voir Batman of the Future: Return of the Joker.
Pour plus de détails, voir Fiche technique et Distribution.
Batman, la relève : Le Retour du Joker (Batman Beyond: Return of the Joker) est un long métrage d'animation tiré de la série Batman, la relève, sorti en direct-to-video en 2000. On y retrouve le nouveau (Terry McGinnis), et l'ancien (Bruce Wayne) Batman ainsi que son ennemi le plus célèbre, le Joker.
Le film débute alors qu'un ennemi de Batman, 40 ans après avoir disparu de la scène, refait surface. Bruce Wayne semble connaître la raison de cette longue disparition du Joker. Il est ainsi certain qu'il ne peut s'agir de la même personne. Lui et Terry McGinnis tentent de découvrir la véritable identité du vilain, et son plan. Au fur et à mesure de l'enquête, les destins de plusieurs autres personnages sont révélés, comme celui de Tim Drake, le troisième Robin.

## Synopsis
N.B. : ce synopsis résume la version non censurée du film, généralement admise comme étant celle à retenir dans la continuité de l'univers animé de DC Comics.
Le Joker réapparaît à Gotham City, apparemment inchangé, après 40 ans d'absence. Il a pris le contrôle du gang des Jokerz (en), et leur fait voler de l'équipement de haute technologie, avec Batman (Terry McGinnis) à leurs trousses. Le dernier vol se produit dans un immeuble de Wayne Industries, alors que Bruce Wayne annonce son retour à la tête de la compagnie. Lors de ce vol, le Joker apparaît en public, et s'échappe. Terry s'interroge, et Bruce Wayne ne lui fournissant pas de réponses, cherche alors à en obtenir auprès de Barbara Gordon, ancienne Batgirl et commissaire de Gotham City, mais sans succès. Bruce Wayne exige alors de Terry qu'il rende son costume, et le renvoie.
Plus tard, Terry est attaqué par les Jokerz dans une boîte de nuit. Il comprend que cela signifie que le gang est au courant de son identité secrète. Terry se débarrasse des Jokerz et se rend au manoir Wayne, dans la Batcave, où il sauve in extremis Bruce Wayne d'un empoisonnement au gaz toxique. Au chevet de Bruce, Barbara Gordon raconte à Terry la vérité sur la mort du Joker.
Dans un flashback, Tim Drake est enlevé par le Joker et Harley Quinn. Le Joker inflige à Tim une série de tortures physiques et psychologiques conduisant Robin à perdre l'esprit, se transformant en une version junior du Joker, qui l'adopte comme son fils, « J.J. ». Sous la torture, Tim révèle également tous les secrets de Batman, y compris son identité secrète. Lorsque Batman et Batgirl trouvent finalement le Joker, dans l'asile abandonné d'Arkham, ils se livrent à un violent combat lors duquel Batman sera blessé à la jambe, Harley précipitée dans un gouffre, et le Joker finalement abattu par Tim Drake, dans un ultime accès de volonté, après qu'il lui a donné l'ordre de tuer Batman.
Batman et Batgirl enterrent le corps du Joker sous l'asile, après avoir cherché sans succès le corps d'Harley. Les seules personnes au courant de ce qui est arrivé étaient James Gordon, Alfred Pennyworth, et Dick Grayson (Nightwing).
Tim est confié au Dr. Leslie Thompkins, qui parvient à le ramener à la raison un an plus tard. Batman lui interdira à jamais de reprendre la lutte à ses côtés en tant que Robin, et n'acceptera plus aucun partenaire jusqu'à Terry McGinnis. Tim se recycle en tant qu'ingénieur en télécommunications.
Après ces révélations, Terry (le nouveau Batman) suspecte Tim Drake qui, marié et père de deux enfants, nie toute implication ou rancœur envers Bruce Wayne, et renie sa vie passée en tant que Robin. Terry suspecte alors Jordan Price, que Bruce a évincé de la tête de Wayne Industries, mais le retrouve agressé par les Jokerz sur son yacht, soudainement détruit par un rayon à particules venu du ciel. Terry réalise alors que le seul costume endommagé dans la Batcave lors de la tentative de meurtre sur Bruce Wayne était celui du second Robin, et que grâce à ses compétences en télécoms, et au matériel volé, Tim Drake était bien le plus à même de pirater un satellite militaire de défense.
Terry traquera finalement le Joker, occupé à détruire la ville à l'aide du satellite, dans une usine de confiseries abandonnée. Après un ultime combat contre les Jokerz, il découvre la vérité quant au nouveau Joker. Lors de ses séances de torture, le Joker a copié sa conscience et son ADN dans le corps de Robin grâce à une puce révolutionnaire d'origine inconnue. Lorsque la puce s'active 40 ans plus tard, elle prend le contrôle de Tim Drake qui se transforme, et devient le Joker, cette nouvelle personnalité devant le posséder définitivement à terme.
Lors de leur combat final, grâce à ce qu'il connaît des techniques de combat de Batman et de ses assistants au fil des années, le Joker prend le dessus. Terry le battra finalement en l'attaquant sur un domaine que Bruce Wayne n'a jamais maîtrisé : l'ironie, la dérision, attaquant l'égo du Joker sur son terrain. Il l'accuse par exemple d'avoir toujours cherché à « faire rire Batman », alors que le naturel sérieux de Wayne rendait toutes ses tentatives inutiles. Il revendique également être le véritable Batman, tandis que le Joker ne le voit que comme une copie ratée de son grand ennemi, lui qui n'a jamais perdu contre lui (alors que Terry est dans une situation critique). En se moquant du Joker, il réalise ainsi le « souhait » de son adversaire, ce qui le plonge dans une rage folle. Dans la confusion provoquée par sa rage, le Joker laisse alors l'occasion à Terry de détruire la puce, juste avant que le satellite ne détruise l'usine.
En épilogue, deux des Jokerz, les jumelles Dee & Dee, sont libérés par leur grand-mère Harley, qui n'est autre qu'Harley Quinn. Terry se rend à l'hôpital pour rencontrer Tim, qu'il trouve en compagnie de Barbara Gordon. Alors qu'il sort de la chambre, il croise Bruce Wayne, venu se réconcilier avec l'ancien Robin. Terry remet le costume de Batman, et part patrouiller à Gotham.

## Fiche technique
Sauf indication contraire, les informations mentionnées dans cette section peuvent être confirmées par la base de données cinématographiques IMDb,  présente dans la section « Liens externes ».
- Titre original : Batman of the Future: Return of the Joker
- Titre français : Batman, la relève : Le retour du joker
- Réalisation : Curt Geda
- Scénario : Paul Dini, d'après une histoire de Paul Dini, Glen Murakami et Bruce Timm
- Direction artistique : Makoto Shiraishi
- Montage : Joe Gall
- Musique : Kristopher Carter
- Production : Alan Burnett, Paul Dini, Glen Murakami et Bruce Timm

Producteurs délégués : Jean MacCurdy et Michael E. Uslan
Producteurs associés : Shaun McLaughlin et Teruhisa Yahaji
- Société de production : Warner Bros. Animation
- Société de distribution : Warner Bros.
- Pays d'origine : États-Unis
- Langue originale : anglais
- Format : couleur - 1.33:1
- Genre : animation, super-héros
- Durée : 78 minutes
- Dates de sortie[1] : 
  -  États-Unis : 12 décembre 2000
  -  États-Unis : 23 avril 2002 (version non censurée)
  -  France : 9 octobre 2002

## Distribution
- Will Friedle (VF : Didier Cherbuy) : Terry McGinnis / Batman
- Kevin Conroy (VF : Patrick Messe) : Bruce Wayne / Batman
- Angie Harmon (VF : Anne Rochant) : commissaire Barbara Gordon
- Tara Strong (VF : Laura Préjean) : Barbara Gordon, jeune / Batgirl
- Dean Stockwell (VF : Patrick Béthune) : Tim Drake
- Mathew Valencia (en) (VF : Marie-Laure Beneston) : Tim Drake, jeune / Robin
- Mark Hamill (VF : Daniel Lafourcade) : le Joker
- Mark Hamill (VF : Yves-Henri Salerne) : Jordan Price
- Teri Garr (VF : Marie-Laure Beneston) : Mary McGinnis
- Arleen Sorkin (VF : Kelvine Dumour) : Harley Quinn
- Melissa Joan Hart (VF : Marie-Eugénie Maréchal) : Delia Dennis / Dee-Dee
- Melissa Joan Hart (VF : Nathalie Karsenti) : Deidre Dennis / Dee-Dee
- Don Harvey (VF : ?) : Charles Buntz / Chucko
- Michael Rosenbaum (VF : ?) : Stewart Carter Winthrop III /La Ghoule
- Henry Rollins (VF : Éric Peter) : Benjamin Knox / Bonk
- Rachael Leigh Cook (VF : Marie-Eugénie Maréchal) : Chelsea Cunningham
- Frank Welker (VF : ?) : Woof la Hyène
- Frank Welker (VF : Frank Welker) : Ace
- Lauren Tom (VF : Laura Préjean) : Dana Tan
- Mary Scheer (en) (VF : Nathalie Karsenti) : l'épouse de Tim Drake
- Vernee Watson-Johnson (VF : Marie-Eugénie Maréchal) : Mme Joyce Carr
- Jason Stanford (VF : ?) : le bandit

## Liens avec la Ligue de justice d'Amérique
- Dans Épilogue, le dernier épisode de la quatrième saison de La Nouvelle Ligue des justiciers (Justice League Unlimited), il est révélé que la technologie génique utilisée par le Joker dans ce film a été volée au Projet Cadmus dirigé par Amanda Waller, probablement durant l'épisode Royal Flush.
- Dans les deux derniers épisodes de la troisième saison, on voit la Ligue de justice d'Amérique du futur, y compris Terry McGinnis, l'ancien Batman, Wonder Woman et Green Lantern combattant le gang des Jokerz vu dans Le Retour du Joker. Il convient toutefois de préciser que dans ces épisodes, le futur a été modifié (ce qui explique pourquoi Bonk est encore vivant).
- Bruce Timm, producteur de la série, indique que le flashback présent dans le film se situe après la dernière saison de La Ligue des justiciers, avant le prologue du premier épisode de Batman, la relève. Cela crée une incohérence concernant le personnage de Tim Drake, qui a la même apparence que dans Les Nouvelles Aventures de Batman alors que la série Static Choc (qui se passe forcément avant le flashback du film) le montre légèrement plus âgé physiquement.

## Censure
Il existe deux versions de ce film, seule la première a été publiée en France. Peu avant la sortie du film, les producteurs, gênés par la noirceur et le niveau de violence du film, et malgré les critiques positives, ont demandé des coupes. La durée du film a été réduite de quatre minutes : des scènes de violence sont modifiées ou supprimées ainsi que certaines lignes de dialogues. La version originale a, par la suite, été publiée en DVD avec le sous-titre  « Original Uncut Version » », et est réputée pour être un des rares films d'animation américains de cette époque à être classé PG-13 (Interdit aux moins de 13 ans sans avis parental) par la MPAA à cause de sa violence.
Une édition en Blu-ray de cette même version est commercialisée le 5 avril 2011 aux États-Unis et a pour particularité de contenir plusieurs pistes audio, dont une française. À cette occasion, toutes les scènes manquantes à cause des censures de la première version sont doublées mais seules les voix d'origines de Terry, de Barbara âgée et du Joker ont été rappelées, les autres personnages ayant des voix différentes dans ces passages.
Parmi les changements que l'on peut trouver dans le film, le plus marquant est la modification de la mort du Joker. Alors que dans la version originale, il est abattu par Tim Drake en lieu et place de Batman, dans la version censurée, il est juste poussé, ce qui entraîne une chute fatale dans des câbles électriques. L'ensemble des dialogues du film a ensuite été réécrit pour coller à cette nouvelle version. Les séquences décrivant l'enterrement clandestin du Joker, et la recherche du corps d'Harley Quinn ont alors été purement supprimées.
Dans le même ordre d'idées, la mort de Bonk, sur lequel le Joker tire avec un vrai-faux révolver projetant un drapeau « BANG », est remplacée par un empoisonnement au gaz toxique hilarant. Là aussi, le dialogue est modifié en conséquence. Les scènes de torture de Robin projetées à Batman par le Joker sont complètement éliminées, et juste suggérées.
La séquence de flashback lors de laquelle le Joker lacère la poitrine de Batman avant de lui planter son couteau dans la jambe est aussi éliminée, alors qu'elle est critique, expliquant pourquoi Bruce Wayne, dans le futur décrit dans Batman, la relève, se déplace avec une canne.
La violence des séquences de combat a également été descendue d'un cran, le nombre de coups étant réduit, le sang éliminé, et les effets sonores modifiés.